# Gino Assereto
Gino Assereto Carpena (San Isidro, Lima, 5 de abril de 1987), conocido también por su nombre artístico Assereto, es una personalidad de televisión y cantante peruano. Alcanzó a la popularidad al haber participado en los reality shows de su país durante los años 2010.

## Biografía

### Primeros años
Nació el 5 de abril de 1987 en Lima; bajo el nombre completo de Gino Assereto Carpena. Proveniente de una familia de clase baja, es el primo hermano del actor Rómulo Assereto.
Vivió sus primeros años en Chiclayo junto a su familia y hermanos hasta llegar a la adolescencia, cuando se muda a Canadá, donde permaneció por varios años. Estudió la carrera de nutrición, en el cual optó con abandonar la profesión años más tarde.

### Carrera televisiva
Assereto regresó al Perú en 2013, donde comenzaría a trabajar como panelista del magacín Hola a todos, gracias a la intervención de la presentadora Karla Tarazona, dando inicio a su etapa en la televisión peruana. Seguidamente, trabajó como modelo de la mano de la agencia Morgan Producciones y posteriormente, incluirse al reparto principal del reality show peruano Combate ese año, regresando al programa en 2017.
Tras renunciar al canal ATV, Assereto firmó para la televisora América Televisión y se suma a la otra producción del mismo formato Esto es guerra, desempeñándose en el rol de competidor, logrando alcanzar al estrellato, permaneciendo durante los tres periodos: 2013-2015, 2019-2022 y 2023.
Tuvo unas breves participaciones en la actuación como parte del reparto principal de la miniserie Salvavidas en 2014, siendo posteriormente cancelada, y más tarde, fue protagonista de la serie web Tal como eres al lado de su entonces pareja Jazmín Pinedo. Participó en el programa Reto de campeones en 2016 por tiempo limitado.
En el año 2023, fue denunciado por el Ministerio Público y la Fiscalía Provincial Coorporativa de Lurín por discriminación étnico-racial en contra de su compañero de trabajo Yojan Escamilo «Chevy» durante la emisión de Esto es guerra, por lo que el canal América se encargó de solucionar el problema, pagando una multa sobre el hecho.
Al año siguiente, fue anunciado en el reparto principal del programa concurso culinario El gran chef famosos, compitiendo con otras celebridades del medio local.

### Carrera musical
En el año 2016, comienza su incursión en la música formando con su hermano menor Jota Benz el grupo musical de pop latino Gino & Jota, donde ambos interpretaron el tema «La digna». Tiempo después, con el dúo estrenó su siguiente material «Entonces» contando con la colaboración de Cotto Music en el año 2018.
Años más tarde en 2021, retoma su carrera musical renombrando su nombre artístico como Assereto y lanza su primer sencillo en solitario «Vela», instalándose en el género reguetón, obteniendo gran aceptación en las plataformas digitales. Estrenó el segundo material «Dime si te veo», tema bajo de su autoría, basado en su faceta como padre, y posteriormente, el tercer disco «Bendecido», manteniéndose en los ritmos urbanos, pese de haber recibido críticas negativas por parte de la presentadora Magaly Medina y de la cantante criolla Lucía de la Cruz.
Volvió a trabajar con Benz para el LP a dúo La G y la J, y en 2023 interpreta los nuevos materiales «Empecé a amar de verdad» y «Saliendo del clóset», en esta última, basado en sus rumores sobre su orientación sexual.
En el año 2024, participó en la adaptación del musical Hombres a la plancha, conformando el elenco junto a los actores Marco Zunino, Yaco Eskenazi, Stefano Meier, Juan Carlos Rey de Castro y el cantante Thony Valencia.

## Créditos

### Televisión
| Año       | Título               | Rol                                          | Emisión            |
| --------- | -------------------- | -------------------------------------------- | ------------------ |
| 2013      | Hola a todos         | Panelista                                    | ATV                |
| 2013      | Combate              | Competidor                                   | ATV                |
| 2013      | Combate              | Competidor                                   | ATV                |
| 2017-2018 | Combate              | Competidor                                   | ATV                |
| 2013-2015 | Esto es guerra       | Competidor                                   | América Televisión |
| 2014      | Gisela, el gran show | Participante de la secuencia Mi hombre puede | América Televisión |
| 2014      | Salvavidas           | Reparto principal (Piloto)                   | América Televisión |
| 2016      | Reto de campeones    | Competidor                                   | Latina Televisión  |
| 2017      | El origen del origen | Competidor                                   | ATV                |
| 2021      | Reinas del show      | Participante de refuerzo                     | América Televisión |
| 2024      | El gran chef famosos | Participante (Temporada 7)                   | Latina Televisión  |

### Teatro
- Hombres a la plancha (2024), protagonista.

### Serie web
| Año  | Título        | Rol          | Emisión       |
| ---- | ------------- | ------------ | ------------- |
| 2014 | Tal como eres | Protagonista | KNK (YouTube) |

## Discografía

### LP
- 2021: Vela
- 2021: Dime si te veo
- 2021: Bendecido
- 2022: La G y la J
- 2023: Empecé a amarte de verdad
- 2023: Saliendo del clóset